# Emilio Herrera Linares

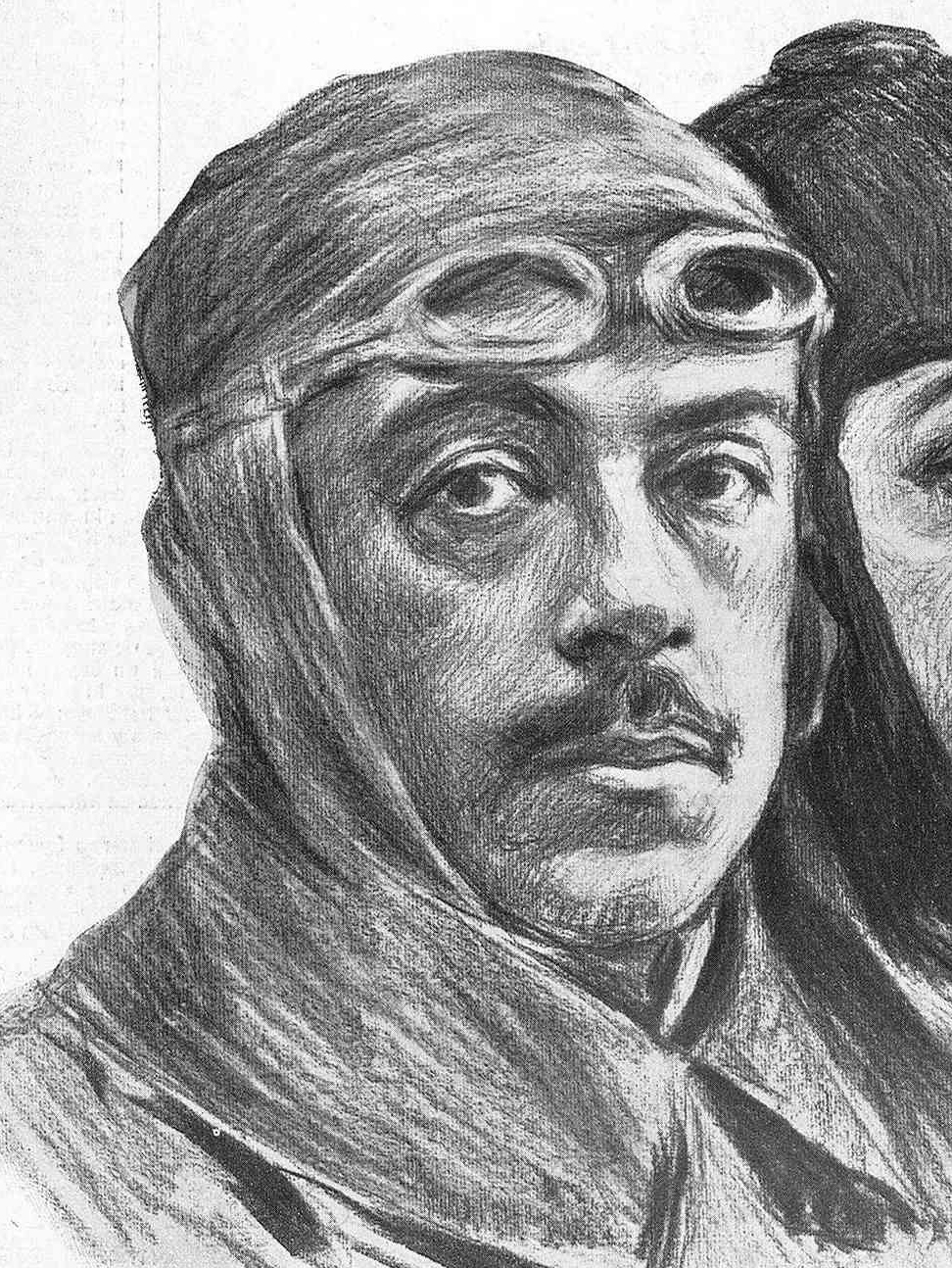
Emilio Herrera Linares

Emilio Herrera Linares (* 13. Februar 1879 in Granada, Spanien; † 13. September 1967 in Genf, Schweiz) war ein spanischer Militäringenieur, General, Minister und Physiker. Der begeisterte Pilot war vor allem in der Luft- und Raumfahrttechnik aktiv und etablierte in dieser zu Lebzeiten zahlreiche Innovationen. Vor allem der von ihm erfundene Vorreiter des heutigen Raumanzuges trug zu seiner internationalen Bekanntheit bei.

## Karriere

### Kindheit bis Studium
Emilio Herrera Linares wurde am 13. Februar 1879 in der Straße San Isidro in der Nachbarschaft San Antón im Zentrum von Granada in einer Familie der Mittelklasse geboren. Seine Eltern waren Rita Linares Salanava und der Militärangehörige Emilio Herrera Ojeda. Einer seiner Vorfahren war der berühmte spanische Architekt Juan de Herrera, der bei der Gestaltung von El Escorial für König Philipp II. beteiligt war. Während seiner Kindheit ereilte Granada drei verschiedene große Katastrophen: ein schweres Erdbeben am 25. Dezember 1884, eine schwere Choleraepidemie und starke Überschwemmungen durch den Río Darro im darauffolgenden Jahr 1885. Alle drei Katastrophen überstand die Familie unbeschadet. Seine Schulausbildung absolvierte er vor allem in seiner Heimatstadt, ehe er ins rund 500 Kilometer entfernte Zentrum Spaniens, in die Stadt Guadalajara, zog, in der er unter anderem auch die Academia de Ingenieros de Guadalajara besuchte, von der er als 17-Jähriger abging. In der zu diesem Zeitpunkt von Pedro Vives Vich geleiteten Akademie studierte er Architektur und kam vor allem durch seinen Förderer Vives Vich, der in weiterer Folge erster Kommandant der Aeronáutica Militar Española, der damaligen spanischen Luftwaffe, war, zur Luftfahrt.

### Militärlaufbahn
Seine bis 1939 dauernde Militärlaufbahn begann Emilio Herrera Linares im Jahre 1896, kurz nach dem Abschluss seines Architekturstudiums. In weiterer Folge stieg er zum Leutnant auf und bat im Jahre 1903 um eine Versetzung an die Escuela Práctica de Aerostación, an der er unter die Ballonfahrt und Luftschifffahrt studieren wollte. In den nachfolgenden Jahren beteiligte er sich an diversen wissenschaftlichen Aufstiegen, so zum Beispiel an der Sonnenfinsternis in Burgos im Jahre 1905, war aber auch auf sportlicher Ebene aktiv. Beim Gordon-Bennett-Cup, die älteste jährlich stattfindende internationale Ballonsportveranstaltung für Gasballone, nahm er bei der ersten Austragung im Jahre 1906 teil und wurde zudem im gleichen Jahr Zweiter beim Grand Prix in Paris. Im Jahre 1909 heiratete er Irene Aguilera Cappa und nahm ab Sommer 1909 als Aerostatiker am Rifkrieg im späteren spanischen Protektorat Marokko teil. Noch im gleichen Jahr wurde der gemeinsame Sohn José Herrera Petere (1909–1977), ein späterer Dichter und Mitglied der Generación del 36, sowie Freund von Miguel Hernández, der auch zur Generación del 27 gehörte, geboren. Nach dem Einsatz von verschiedenen Luftschiffen bei diversen Militärkampagnen in Afrika, wurde die Notwendigkeit für Luftschiffen in diesem Bereich begrenzt. In weiterer Folge entstanden Luftschiffe mit eigener Lenkung. Nachdem Herrera die Ballonfahrtabteilung bei zahlreichen Kampagnen geleitet hatte, konzentrierte er sich in den weiteren Jahren vor allem auf Flugzeuge, nachdem er bei einem Besuch mit seinem Freund Alfredo Kindelán Duany bei einer Ausstellung in Augsburg ein ein Jahr zuvor gebautes Flugzeug der Gebrüder Wright gesehen hatte und davon begeistert war. Noch in dieser Zeit erstellte territoriale Pläne auf der Grundlage von Luftbildern, die aus Luftschiffe und anfänglichen Flugzeugen aufgenommen wurden.
Im Jahre 1914 überquerte er zusammen mit seinem Militärkameraden José Ortiz Echagüe die Straße von Gibraltar mit einem Flugzeug, wobei beide nach diesem Testflug von König Alfons XIII. zu Königlichen Kammerherren ernannt wurden. In ebendieser Zeit beteiligte er sich auch an einer weiteren Militärkampagne im marokkanischen Protektorat. In diesen Jahren beschäftigte er sich intensiv mit diversen noch ungeklärten Luftfahrtfragen und konzentrierte sich in diesen Jahren auf das intensive Studium wissenschaftlicher Prinzipien, sowie auf technische, wirtschaftliche oder rechtliche Belange. Im Jahr 1915 wurde es in die Vereinigten Staaten geschickt, um sich die dort in diesem Jahr erstmals gebaute Curtiss JN-4, auch Curtiss Jenny genannt, anzuschauen. Daraufhin kehrte er wieder in seine spanische Heimat zurück, nachdem er für eine Pilotenschule das erste Wasserflugzeug des Landes erworben hatte. In weiterer Folge beteiligte er sich am Ersten Weltkrieg an mehreren Fronten als Militärbeobachter. Im Jahre 1918 war er an der Gründung der interkontinentalen Fluggesellschaft Transaéra Colón beteiligt, die es Passagieren erlauben sollte, Flüge zwischen Nordamerika und Europa anzutreten.
Dabei entwarf er im Jahre 1918 zusammen mit Leonardo Torres Quevedo ein Hispania genanntes Luftschiff für den Transatlantikflug in der Hoffnung, den Ruhm des ersten Transatlantikfluges für Spanien zu erringen. Aufgrund finanzieller Probleme verzögerte sich das Projekt jedoch, so dass den Briten John Alcock und Arthur Brown von 14. auf 15. Juni 1919 die erste Nonstop-Atlantiküberquerung von Neufundland nach Irland in einer zweimotorigen Vickers Vimy gelang. Das Projekt eines transatlantischen Passagierflugs gelang schließlich einem deutschen Unternehmen. In weiteren Jahren wurde Herrera als stellvertretender Kommandeur zusammen mit José Ortiz Echagüe eingeladen, an einem Transatlantikflug mit dem Starrluftschiff LZ 127, auch Graf Zeppelin genannt, teilzunehmen. In den 1920er Jahren arbeitete er an der Seite seines Landsmannes Juan de la Cierva an der Erfindung des Tragschraubers, wobei das erste Fluggerät unter dem Namen Autogiro gebaut wurde. Zu dieser Zeit arbeitete er im 1921 eröffneten Laboratorio Aerodinámico de Cuatro Vientos an der neuen Errungenschaft. Das 1942 gegründete Instituto Nacional de Técnica Aeroespacial, die spanische Weltraumorganisation, gilt als indirekter Nachfolger des Laboratorio Aerodinámico de Cuatro Vientos. Hier begann Emilio Herrera Linares auch mit der Entwicklung spezieller Raumanzüge und Sauerstoff- bzw. Atemluftsystemen.

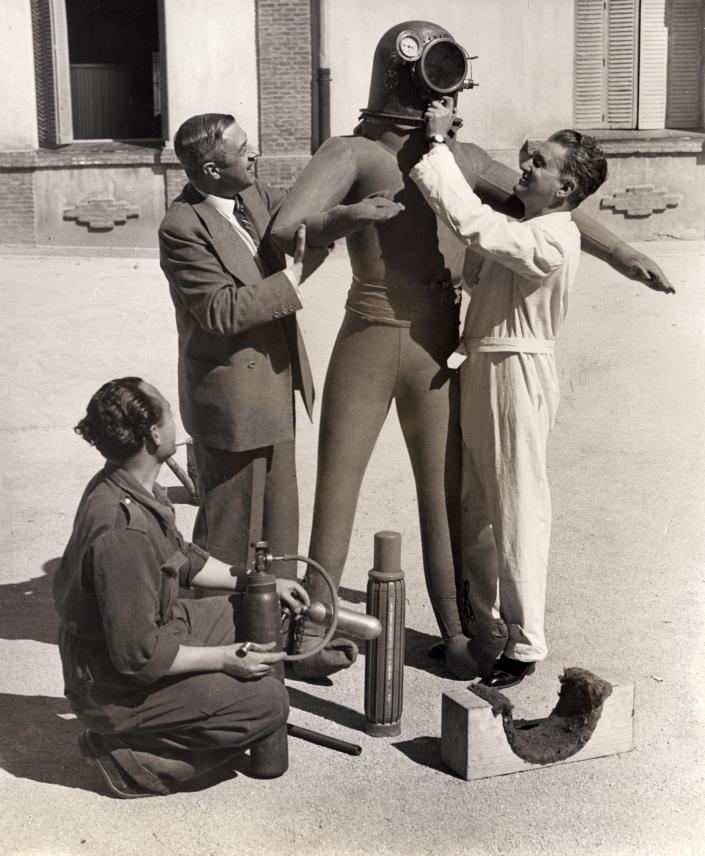
Der von Herrera (Zweiter von links) erschaffene Raumanzug Escafandra estratonáutica; ein Vorreiter des heutigen Raumanzuges, c.1935.

Im Jahre 1935 schuf er mit dem Raumanzug Escafandra estratonáutica den ersten Anzug dieser Art, der als Vorreiter des heutigen Raumanzuges gilt. Der damalige Coronel entwickelte den Anzug für einen im Folgejahr vorgesehenen Flug in einem Stratosphärenballon. Dieser Flug fand jedoch aufgrund des Ausbruchs des Spanischen Bürgerkriegs nie statt und der Anzug wurde somit nie unter realen Bedingungen eingesetzt bzw. getestet. Ab dieser Zeit beteiligte er sich auch an der Entwicklung der heute noch immer existierenden Escuela Técnica Superior de Ingenieros Aeronáuticos, die in der Nähe des Flughafens Madrid-Cuatro Vientos aus der dringenden Notwendigkeit entstand qualifizierten Fachleuten für das wachsende Geschäftsfeld der Luft- und Raumfahrttechnik auszubilden, wobei zeitgleich auch die ersten spanischen Fluggesellschaften im Begriff waren zu entstehen und es hierfür in Spanien nur sehr begrenztes Fachpersonal gab. Der Esperantist war in weiterer Folge zusammen mit Julio Mangada Rosenörn in der Asociación de Militares Esperantistas. Zusammen mit Leonardo Torres Quevedo und Vicente Inglada Ors wurde er im Jahre 1925 Vertreter des spanischen Staates in der Conferencia Internacional para el empleo del Esperanto en las Ciencias.

### Zweite Spanische Republik
Nachdem König Alfons XIII. die Errichtung der ersten faschistischen Diktatur in Spanien durch Miguel Primo de Rivera zuließ, indem er diese am 13. September 1923 ausdrücklich guthieß, wurde der König nach einigen Jahren der Diktatur von den Cortes, der verfassunggebenden Versammlung, für abgesetzt erklärt und zur Verhaftung ausgeschrieben. Neben Hochverrat wurde ihm unter anderem Machtmissbrauch und Verfassungsbruch vorgeworfen; im Anschluss wurden ihm alle Würden, Rechte und Titel aberkannt. Angesichts der Wahlergebnisse der Gemeinden, die sich großteils gegen eine Monarchie aussprachen, wurde am 14. April 1931 von Niceto Alcalá-Zamora die Zweite Republik ausgerufen. Am selben Tag ging der bisweilige König ohne formelle Abdankung ins Exil, wo er sich zunächst in Paris und später in Rom niederließ. Ein Großteil seiner Gefolgsleute, darunter auch Emilio Herrera Linares, folgten ihm ins Exil. Diese Situation führte allerdings zu einem Loyalitätskonflikt Herreras, weil er auf der einen Seite, eine persönliche Loyalität zu König Alfons XIII. pflegte, und zum anderen als Militärangehöriger der spanischen Republik und dem spanischen Volk dienen und treu bleiben wollte. Zu diesem Zeitpunkt galt Herrera bereits als angesehene Person der Luftfahrt und wurde vom Völkerbund zum Experten in der internationalen Luftfahrt ernannt. Im Jahre 1932 vertrat er sein Heimatland bei der Genfer Abrüstungskonferenz und wurde im selben Jahr von der Real Academia de Ciencias Exactas, Físicas y Naturales geehrt. Am 19. April 1933 hielt er hier eine Rede zum Thema Wissenschaft und Luftfahrt und ließ in ebendieser Zeit auch den bereits genannten Vorreiter eines modernen Raumanzuges, Escafandra estratonáutica, patentieren.
Außerdem war der damalige Teniente Coronel zu dieser Zeit technischer Leiter der republikanischen Luftwaffe und war hierbei vor allem mit der Organisation von Flugschulen beschäftigt. Mit dem Beginn des Spanischen Bürgerkrieges im Jahre 1936, als er unter anderem an der Universität von Santander unterrichtete, beendete er die Tätigkeit als technischer Leiter der Luftwaffe. Da er seinem ins Exil geflohenen König weiterhin die Treue hielt, wurde er im Jahre 1937 als einer von nur wenigen Offizieren in den Rang des Generals gehoben. Trotz seiner konservativen Denkweise, die sich oftmals nicht mit der vorherrschenden Radikalisierung vereinbaren ließ, behielt er seine Loyalität gegenüber der Regierung und verlor dadurch auch diverse Freunde und bisherige Weggefährten, darunter unter anderem Alfredo Kindelán Duany, der vor und während des Spanischen Bürgerkrieges ein enger Vertrauter Francisco Francos war und während Francos Regentschaft die Luftwaffe leitete. Auf der anderen Seite war auch sein Sohn José Herrera Petere, der während des Bürgerkriege die republikanische Seite verherrlichte und im Jahre 1938 für seine Werke den nationalen Literaturpreis verliehen bekam. Noch ein Jahr zuvor starb sein zweiter Sohn Emilio Herrera Aguilera, genannt Pikiki, im Alter von 19 Jahren. Der im Rang eines Sargento befindliche Herrera und Pilot des Jagdflugzeugs Polikarpow I-15 fiel im September 1937 in der Schlacht von Belchite.

### Weiteres Leben im Exil
Als der Spanische Bürgerkrieg im April 1939 mit dem Sieg der Anhänger Francos endete und eine über 36 Jahre dauernde Diktatur unter Francisco Franco begann, sowie zeitgleich die Zweite Spanische Republik endete, befand sich Herrera gerade in Südamerika, wo er den spanischen Politiker Indalecio Prieto bei einer offiziellen Mission begleitete. Nachdem er zuvor in Chile festsaß, schaffte er es in weiterer Folge nach Frankreich, wo er fortan im Exil lebte. Dort standen ihm jedoch zunächst nur wenige finanzielle Mittel zur Verfügung. Unter dem Vichy-Regime wurde ihm von der deutschen Regierung unter Adolf Hitler die Mitarbeit an einem Projekt in Berlin angeboten, was Herrera jedoch aus triftigen Gründen ablehnte. Als Anhänger der Opposition gegen den Franquismus gehörte er der ab 1939 agierenden Exilregierung der Zweiten Spanischen Republik an, die bis ins Jahr 1977, also knapp zwei Jahre nach Francos Tod, existierte. In Frankreich setzt er seine Laufbahn in der Forschung und Entwicklung in der Luft- und Raumfahrt weiter fort und hatte diverse Veröffentlichung in der L'Aérophile, einer zu diesem Zeitpunkt populären französischen Fachzeitschrift. Dieses von 1893 bis 1947 existierende Magazin wurde zum damaligen Zeitpunkt von seinem Freund Blondel de la Rougerie, dem Sohn des französischen Politikers Paul Blanchy, herausgegeben. Wie oftmals berichtet wurde, war dies für Herrera eine schwierige Zeit, die er jedoch stoisch ertrug. 
Mit seiner Frau lebte er vor allem von den Patentrechten von Kartennetzentwürfen oder einem speziellen mathematischen System mit Integralfunktionen. Nur ein paar Tage vor den Atombombenabwürfen auf Hiroshima und Nagasaki veröffentlichte er im Jahre 1945 im Magazin einen Bericht, in dem er sich gegen Atombomben aussprach. Er war ein Anhänger und Verteidiger der Relativitätstheorie von Albert Einstein, mit dem er, nach dessen Besuch in Spanien im Jahre 1923, eine persönliche Freundschaft pflegte. Von der Académie des sciences, der sogenannten Französischen Akademie der Wissenschaften wurde er für seine Studien in der Luft- und Raumfahrt geehrt und setzte sich für Frankreich für die Einführung von künstlichen Satelliten ein. Später trat er ins Office National d’Etudes et de Recherches Aérospatiales, kurz ONRA, ein und wurde von der UNESCO zum Berater in Fragen der Kernphysik ernannt, eine Position, die er danach auch bei den Vereinten Nationen bekleidete.
International bekannt wurde er als erbitterter Gegner Francos und dessen Politik. Als Teil der Exilregierung war er in mehreren Kabinetts tätig, wobei sein wesentlichstes Amt das des Premierministers der Zweiten Spanischen Republik im Exil war. Dieses Amt bekleidete er unter dem Regierungschef im Exil Diego Martínez Barrio von 9. Mai 1960 bis 26. Februar 1962, wobei er hierbei auch einige Zeit unter dem neuen Regierungschef im Exil Luis Jiménez de Asúa diente. Während dieser Amtszeit bemühte er sich um die Anerkennung der republikanischen Legitimität in internationalen Foren. Dies tat er in Zusammenarbeit mit den ebenfalls im Exil befindenden Gegnern des Salazarismus, der zu dieser Zeit ebenfalls herrschenden portugiesischen Diktatur. Nach dem Tod Diego Martínez Barrios war er, wie bereits erwähnt, nur mehr kurzzeitig in seinem Amt aktiv, ehe er durch den Historiker Claudio Sánchez-Albornoz y Menduiña abgelöst wurde. Dennoch blieb er weiterhin als Minister für militärische Angelegenheiten im Kabinett des amtierenden Regierungschefs. Nachdem Herrera noch zugunsten der nationalen Aussöhnung versuchte durch politische und religiöse Unterstützung ein Referendum abzuhalten, durch das die Spanier frei zwischen einer Monarchie oder einer Republik wählen sollten, verstarb Emilio Herrera Linares am 13. September 1967 im Alter von 88 Jahren im Haus seines Sohnes José Herrera Petere in Genf. Im Jahre 1993 würden seine sterblichen Überreste exhumiert und auf dem Friedhof seiner Geburtsstadt Granada bestattet.

## Auszeichnungen und Ehrungen
Im Laufe seiner Karriere wurde Emilio Herrera Linares vielfach ausgezeichnet oder geehrt. Wie folgt eine kurze Auflistung seiner wesentlichsten Ehrungen:
- Ritter der Ehrenlegion (19. Juli 1906)
- Königlicher Kammerherr (Gentilhombres de cámara con ejercicio) unter König Alfons XIII. (1914)
- Komtur des Christusordens (1923)
- Träger des Orden de Isabel la Católica (1927)
- Laureat der Académie des sciences (1950)